# السواحل (بني بوفراح)
السواحل هي إحدى مشيخات المملكة المغربية، تتبع جغرافيا لإقليم الحسيمة وإداريًا لبني بوفراح. يقدر عدد سكانها بـ 14567 نسمة حسب الإحصاء الرسمي للسكان والسكنى لسنة 2004.